# مهاکلگنا
مهاکلگنا (به لاتین: Mehakelegnaw Zone) یک منطقهٔ مسکونی در اتیوپی است که در منطقه تیگرای واقع شده‌است. مهاکلگنا ۲۲٬۱۳۳٫۸۷ کیلومتر مربع مساحت و ۱٬۴۱۲٬۳۳۹ نفر جمعیت دارد.